# 議會大樓 (愛德華王子島省)

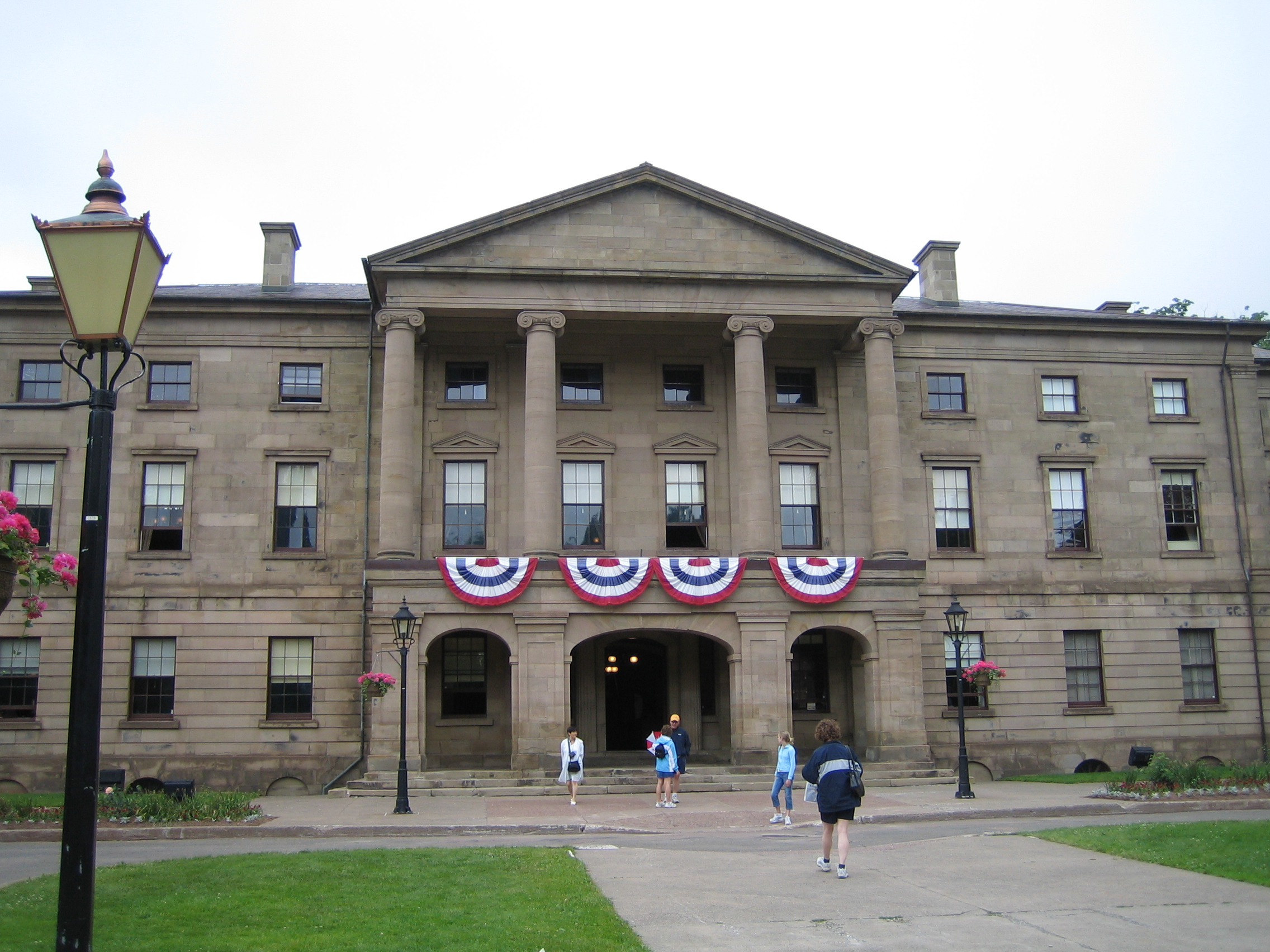

議會大樓（Province House）是加拿大愛德華王子島省議會的辦公場所，修建於1847年。議會大樓是加拿大歷史第二古老的政府建築。議會大樓於1843年開始修建，在1847年首次投入使用。

## 外部連結
- Province House National Historic Site of Canada - official website

46°14′06″N 63°07′34″W / 46.234927°N 63.126084°W